# Colca Pampa
Colca Pampa (auch: Colcapampa) ist eine Ortschaft im Departamento Potosí im südamerikanischen Andenstaat Bolivien.

## Lage im Nahraum
Colca Pampa  liegt in der Provinz Chayanta und ist der viertgrößte Ort im Cantón Pocoata im Municipio Pocoata. Die Ortschaft liegt auf einer Höhe von 3808 m am linken, westlichen Ufer des Río Calojsa, der in nördlicher Richtung flussabwärts nach fünf Kilometern in den Río Chayanta mündet, einen Zufluss zum bolivianischen Río Grande.

## Geographie
Colca Pampa liegt im zentralen westlichen Abschnitt der bolivianischen Cordillera Central, die sich als Teil der östlichen Anden-Kette zwischen dem Altiplano im Westen und dem bolivianischen Tiefland im Osten erstreckt. Das Klima der Region ist ein typisches Tageszeitenklima, bei dem die mittleren Temperaturen im Tagesverlauf stärker schwanken als im Jahresverlauf.
Die Jahresdurchschnittstemperatur im langjährigen Mittel liegt bei etwa 4 °C (siehe Klimadiagramm Colquechaca), die Monatswerte bewegen sich zwischen 0 °C im Juni/Juli und 6 °C von November bis Januar. Die jährliche Niederschlagsmenge beträgt 460 mm, von Mai bis August herrscht eine Trockenzeit von monatlich weniger als 5 mm Niederschlag, während die Niederschlagshöhe im Januar und Februar etwa 100 mm erreicht.

## Verkehrsnetz
Colca Pampa liegt in einer Entfernung von 193 Straßenkilometern nördlich von Potosí, der Hauptstadt des Departamentos.
Von Potosí aus führt die Nationalstraße Ruta 1 in nordwestlicher Richtung bis Cruce Culta (früher: Ventilla) und weiter über Oruro Richtung La Paz und den Titicaca-See. In Cruce Culta zweigt eine unbefestigte Landstraße nach Norden ab und erreicht nach 38 Kilometern die Ruta 6, zwei Kilometer nördlich der Ortschaft Macha. Von Macha aus führt eine unbefestigte Landstraße nach Nordosten den Río Jachcha Kallpa aufwärts, überquert den Fluss nach acht Kilometern, und erreicht nach insgesamt 20 Kilometern das 600 Meter höher gelegene Colquechaca. Von dort führt eine Straße in anfangs westlicher, später nordwestlicher Richtung  in das 22 Kilometer entfernte Colca Pampa.

## Bevölkerung
Die Einwohnerzahl der Ortschaft ist in dem Jahrzehnt zwischen den beiden letzten Volkszählungen um mehr als ein Drittel angestiegen:
| Jahr | Einwohner         | Quelle       |
| ---- | ----------------- | ------------ |
| 1992 | keine Detaildaten | Volkszählung |
| 2001 | 265               | Volkszählung |
| 2012 | 363               | Volkszählung |
| 2024 |                   | Volkszählung |

Die Region weist einen deutlichen Anteil an Quechua-Bevölkerung auf, im Municipio Pocoata sprechen 81 Prozent der Bevölkerung Quechua.